# Neolagenipora eximia
Neolagenipora eximia is een mosdiertjessoort uit de familie van de Escharellidae. De wetenschappelijke naam van de soort is, als Lepralia eximia, voor het eerst geldig gepubliceerd in 1860 door Hincks.